# Black Moon Rising
Black Moon Rising è l'ottavo album in studio del gruppo musicale power metal svedese Falconer, pubblicato nel 2014.

## Tracce
1. Locust Swarm – 5:36
2. Halls and Chambers – 5:01
3. Black Moon Rising – 5:10
4. Scoundrel and the Squire – 3:00
5. Wasteland – 5:12
6. In Ruins – 5:25
7. At the Jester's Ball – 4:20
8. There's a Crow on the Barrow – 4:05
9. Dawning of a Sombre Age – 3:39
10. Age of Runes – 5:32
11. The Priory – 3:59

## Formazione
- Mathias Blad - voce
- Stefan Weinerhall - chitarre
- Karsten Larsson - batteria
- Jimmy Hedlund - chitarre
- Magnus Linhardt - basso